# Sevdalinka
Sevdalinka je bosanska ljudska pesem iz Bosne in Hercegovine. Predstavlja edinstven glasbeni izraz v Bosni in Hercegovini, ki se ponaša z bogato tradicijo. V mnogih primerih sevdalinko preprosto imenujejo sevdah. Beseda sevdalinka izhaja iz otomansko turške besede sevda ("ljubezen"), ki je povezana z arabsko besede sawda, ki pomeni črni žolč, ta pa je neposredni prevod grške µέλαινα χολή, mélaina cholē, iz katere izhaja tudi izraz melanholija. V bosanščini izraz sevdah pomeni hrepenenje, ljubezensko strast, žalost, v širši regiji pa je povezan tudi s pojmom boleče ljubezni in hrepenenja po ljubezni.

## Najbolj znane sevdalinke
Nekaj najbolj slavnih sevdalink
- Ah što ćemo ljubav kriti (Ah, zakaj bi prikrivala ljubezen)
- Da sam ptica (Če bi bil ptica)
- Moj golube (Moj golob)
- Emina
- Grana od bora, pala kraj mora (Veja bora, padla zraven morja)
- Karanfile, cvijeće moje (Karnafil, cvetje moje)
- Kraj potoka bistre vode
- Omer-beže na kuli sjeđaše
- Razbolje se lijepa Hajrija
- Razbolje se Sultan Sulejman
- Sejdefu majka buđaše
- Snijeg pade na behar na voće
- Što te nema
- Sve behara i sve cvjeta
- Tekla rijeka potokom i jazom
- Teško meni jadnoj u Saraj'vu samoj
- U Stambolu na Bosforu
- Zapjevala sojka ptica
- Zaplakala šećer Đula
- Zaplakala stara majka
- Zmaj od Bosne
- Zvijezda tjera mjeseca

Druge bosanske ljudske pesmi, ki jih obravnavajo kot sevdalinke
- Crven fesić
- Čudna jada od Mostara grada
- Djevojka sokolu zulum učinila
- Došla voda od brijega do brijega
- Karanfil se na put sprema
- Ko se ono brijegom šeće?
- Lijepi li su Mostarski dućani
- Mila majko, šalji me na vodu
- Moj dilbere
- Mujo kuje konja po mjesecu
- Sinoć ja i moja kona
- Tamburalo momče uz tamburu
- U lijepom starom gradu Višegradu
- Vino piju Age Sarajlije